# Ober-Mörlen
Ober-Mörlen är en kommun och ort i Wetteraukreis i Regierungsbezirk Darmstadt i förbundslandet Hessen i Tyskland.